# Depczyk
Depczyk – część wsi Podstoła w Polsce położona w województwie łódzkim, w powiecie bełchatowskim, w gminie Drużbice.
W latach 1975–1998 Depczyk administracyjnie należał do województwa piotrkowskiego.